# Памятник И. Я. Яковлеву (Чебоксары)
Памятник Ивану Яковлеву — памятник русскому просветителю Ивану Яковлеву, установленный в Чебоксарах в 1970 году.

## История
20 ноября 1968 года в Чебоксарах в ходе митинга в честь 100-летия Симбирской чувашской школы перед строящимся зданием республиканской библиотеки Чувашской АССР был заложен камень: «Здесь будет сооружён памятник выдающемуся чувашскому просветителю И. Я. Яковлеву».
Открытие памятника создателю современной чувашской письменности, великому просветителю чувашского народа Ивану Яковлевичу Яковлеву состоялось 25 июня 1970 года. Расположен он в одноимённом сквере на проспекте Ленина перед зданием Национальной библиотеки Чувашской Республики. Автор — скульптор Д. И. Народицкий, архитектор — Г. Е. Саевич.
Бронзовая литая скульптура Ивана Яковлева, весом более трёх тонн, выполнена в виде сидящего человека с книгой в руке. Первоначально она была установлена на гранитной плите почти вровень с землёй. Позже памятник подняли более чем на один метр на двухступенчатый стилобат, облицованный квадратами полированного тёмно-серого гранита. Скульптура находится на небольшом постаменте, перед ней выполнена доска из чёрного гранита с текстом на русском и чувашском языках:

И. Я. ЯКОВЛЕВ (1848−1930) Основоположник новой чувашской письменности, выдающийся просветитель.

В 1974 году памятник Ивану Яковлеву включён в список памятников культуры, подлежащих охране как памятники государственного значения, место расположения памятника в постановлении обозначено как «аллея Героев».
25 апреля, когда Чувашская Республика ежегодно празднует День чувашского языка в сквере перед памятником Яковлеву проходят торжественные мероприятия с возложением цветов создателя современной чувашской письменности.

## Бюст Яковлеву

Бюст И. Я. Яковлева

В 2008 году в сквере на пересечении проспектов Ивана Яковлева и 9-й Пятилетки И. Я. Яковлеву также установлен памятник. Авторы работы — В. Зотиков и О. Ксенофонтов. Бронзовый бюст находится на четырёхгранном каменном постаменте-колонне из серпентинита. Справа от памятника на двух опорах установлен отполированный гранитный камень со словами Ивана Яковлева из Духовного завещания чувашскому народу: «Верьте в Россию, любите её, и она будет вам матерью», которое выгравировано на русском и чувашском языках.